# Artwork (album)
Artwork è il quarto album in studio della band statunitense The Used, pubblicato il 31 agosto 2009.

## Tracce
1. Blood on My Hands - 3:18
2. Empty with You - 3:24
3. Born to Quit - 3:34
4. Kissing You Goodbye - 4:09
5. Sold My Soul - 4:12
6. Watered Down - 3:58
7. On the Cross - 3:07
8. Come Undone - 3:24
9. Meant to Die - 3:46
10. The Best of Me - 4:29
11. Men Are All the Same - 5:54

### Tracce bonus e versioni limitate
La band ha distribuito, nelle edizioni speciali, tre inediti ("Mosh n' Church", "Something Safe", "In a Needle"), un nuovo mix di "On the Cross" e varie versioni acustiche.
iTunes Deluxe Edition bonus tracks
1. On My Own (acoustic from PureVolume Sessions) - 3:13
2. Lunacy Fringe (acoustic from PureVolume Sessions) - 4:18
3. Empty with You (acoustic from PureVolume Sessions) - 4:01
4. Mosh n' Church (demo) - 3:21

Deluxe Edition bonus tracks
1. In a Needle - 3:56
2. On the Cross (Save Yourself Mix) - 3:04

N.B. Queste due tracce bonus sono state pubblicate anche separatamente dall'album, sotto forma di un EP chiamato "Untitled".
Ticket pre-sale bonus
1. Something safe (demo) - 3:14
2. Blood on my hands (uncensored music video)

Limited Edition DVD
1. Behind the Scenes
2. Making of the Album
3. Exclusive Interviews

## Formazione
- Bert McCracken – voce, tastiera
- Quinn Allman – chitarra, cori
- Jeph Howard – basso, cori
- Dan Whitesides – batteria, percussioni, cori

Altri musicisti
- Joseph McCracken – voce in Blood on My Hands e Meant to Die
- Jed Bleecker e Dayton Killian – cori in Blood on My Hands